# Simca Abarth 1150
La Simca Abarth 1150, chiamata anche Simca-Abarth 1150 o Abarth Simca 1150 è una vettura realizzata dal 1963 al 1965 dalla Abarth in collaborazione con la SIMCA.

## Descrizione
Nel 1961 viene stipulato un primo accordo tra i due costruttori per la fornitura di cento piattaforme Simca 1000 per la produzione, da parte di Abarth, dell'Abarth-Simca 1300 Bialbero che verrà omologata per essere impiegata nel campionato Gran Turismo nel 1962, che venne poi presentata ufficialmente al Salone dell'automobile di Ginevra nel marzo 1962. Durante l'estate del 1962 Simca e Abarth firmarono ufficialmente un accordo di cooperazione.
Al Salone dell'automobile di Torino nel novembre 1963, furono presentate allo stand Abarth quattro Simca Abarth derivate dalla 1000: 1150, 1150S, 1150 SS e 1150 SS Corsa.
Con una carrozzeria disegnata a Torino da Mario Revelli di Beaumont, come dalla Simca 1000 dal quale derivava, aveva il motore montato nel cofano posteriore in posizione longitudinale seguendo il classe scheda in voga in quegli anni tutto indietro. Le sospensioni erano indipendenti sulle quattro ruote (con molle elicoidali posteriori e balestre anteriori). Il motore a quattro cilindri abbinato a un cambio sincronizzato a quattro velocità, venne elaborato dagli ingegneri Abarth

### Simca Abarth 1150
Versione meno costosa, la cilindrata originale del motore di 944 cm³ venne aumentata a 1137 cm³ attraverso un incremento delle misure di alesaggio di 1 mm e di corsa di 11 mm, che le permisero di sviluppare 55 CV contro i 50 della Simca normale. La velocità massima era leggermente superiore ai 150 km/h.
Il modello si differenziava dalla 1000 classica per la calandra adornata da una fascia rossa al cui interno c'era lo stemma Abarth, i cerchi erano forati per una migliore il raffreddamento dei freni a disco e avevano coprimozzi con il logo Abarth. Gli interni rimasero identici al modello base, ma come optional potevano avere una plancia più raffinata firmata Abarth.
Tutti gli altri modelli della Abarth Simca 1150 condividevano lo stesso motore da 1137 cm³, ma differivano per la potenza maggiore erogata grazie a modifiche al rapporto di compressione e all'aggiunta di radiatori d'olio. La 1150 S aveva una parte frontale ridisegnata, con una nuova targhetta identificativa con stemma Abarth più grande e un radiatore dell'olio integrato.

### Versioni
- 1150: 55 CV - 150 km/h;
- 1150 S: 58 CV - 155 km/h;
- 1150 SS: 65 CV - 160 km/h;[2]
- 1150 SS Corsa: 85 CV - 173 km/h.

## Produzione
Secondo gli accordi presi, le scocche dovevano essere consegnate verniciate, con già assemblati gli interni ma senza meccanica per essere poi rifinite nelle officine Abarth di Torino. La distribuzione delle vetture iniziò in Italia e Germania nella rete Abarth all'inizio del 1964 ma la nuova gestione della Simca, guidata dagli americani di Chrysler, rifiutò di distribuire queste vetture in Francia. La produzione venne interrotta all'inizio del 1965.